# Quyền LGBT ở Mali
Quyền tính nữ, đồng tính nam, song tính và chuyển giới ở Mali có thể phải đối mặt với những thách thức pháp lý mà những người không phải LGBT không gặp phải. Theo Dự án thái độ toàn cầu của Pew 2007, 98% của người trưởng thành tại Mali tin rằng đồng tính luyến ái là một lối sống mà xã hội không nên chấp nhận, đây là tỷ lệ không chấp nhận cao nhất trong 45 quốc gia được khảo sát.

## Bảng tóm tắt
| Hoạt động tình dục đồng giới hợp pháp                                          | Yes               |
| Độ tuổi đồng ý                                                                 | (Từ năm 1961)     |
| Luật chống phân biệt đối xử trong ngôn từ kích động thù địch và bạo lực        | No                |
| Luật chống phân biệt đối xử trong việc làm                                     | No                |
| Luật chống phân biệt đối xử trong việc cung cấp hàng hóa và dịch vụ            | No                |
| Hôn nhân đồng giới                                                             | No                |
| Công nhận các cặp đồng giới                                                    | No                |
| Con nuôi của các cặp vợ chồng đồng giới                                        | (Cấm từ năm 2011) |
| Con nuôi chung của các cặp đồng giới                                           | (Cấm từ năm 2011) |
| Người đồng tính nam và đồng tính nữ được phép phục vụ công khai trong quân đội |                   |
| Quyền thay đổi giới tính hợp pháp                                              |                   |
| Truy cập IVF cho đồng tính nữ                                                  | No                |
| Mang thai hộ thương mại cho các cặp đồng tính nam                              | No                |
| NQHN được phép hiến máu                                                        | No                |